# Song X
Song X ist ein Jazzalbum von Pat Metheny und Ornette Coleman mit einem eigens zusammengestellten Quintett. Das Album wurde am 13. und 14. Dezember  1985 durch Jan Erik Kongshaug aufgenommen und im März 1986 von Geffen Records veröffentlicht. Eine anders abgemischte Version erschien im August 2005 unter dem Titel Song X: Twentieth Anniversary (mit sechs zusätzlichen Songs aus der gleichen Aufnahmesession).

## Entstehungsgeschichte des Albums
Metheny war seit seiner frühen Jugend durch den Free Jazz von Ornette Coleman geprägt. Mit dem 1980 veröffentlichten Album 80/81, an dem neben Randy Brecker und Dewey Redman auch Charlie Haden und Jack DeJohnette beteiligt waren, verließ er erstmals die Wege eines schlichten Smooth Jazz. Bereits auf seinen frühen Alben interpretierte er aber gelegentlich Coleman-Themen, etwa auf Bright Size Life (1976). Auf dem Album Rejoicing (1983) arbeitete er mit Colemans alter Rhythmusgruppe, im Trio mit Haden und Billy Higgins, und präsentierte gleich drei Stücke von Coleman. Immer wieder äußerte er gegenüber Haden seinen Wunsch, mit Coleman aufzunehmen. Dieser überredete Coleman.  Zum Jahresende 1985 war es so weit: Metheny und Coleman übten drei Wochen lang täglich acht Stunden gemeinsam, bevor sie sich mit Haden, Ornettes Sohn Denardo und Jack DeJohnette  im Studio trafen, um das gemeinsame Album Song X einzuspielen. Metheny meinte hinterher: „So etwas wie mit Ornette habe ich noch nie erlebt: Wir haben von jedem Stück fünf oder sechs Takes gespielt, und man hätte jeden einzelnen verwenden können.“
Die Aufnahmen entstanden zu der Zeit, als Metheny von ECM zu David Geffens Label wechselte; er brachte die fertige Produktion mit. „Song X entstand noch, bevor ich den Vertrag tatsächlich unterzeichnet hatte. Ich hab gesagt: hier Leute, dies ist die erste Platte. Und sie meinten: großartig!“ Allerdings waren die Stücke aufgrund von Zeitdruck nicht optimal gemischt und kleinere Fehler konnten nicht ausgebessert werden.

## Titelliste
Alle Titel sind Kompositionen von Ornette Coleman, wenn nichts anderes vermerkt wurde
1. Song X  5:38
2. Mob Job 4:13
3. Endangered Species 13:19 (Coleman, Metheny)
4. Video Games 5:21
5. Kathelin Gray 4:15 (Coleman, Metheny)
6. Trigonometry 5:09 (Coleman, Metheny)
7. Song X Duo 3:08 (Coleman, Metheny)
8. Long Time No See 7:36

### Titelliste vonSong X: Twentieth Anniversary
1. Police People  4:57
2. All of Us 0:15
3. The Good Life 3:25
4. Word from Bird 3:48
5. Compute 2:03
6. The Veil 3:42
7. Song X  5:38
8. Mob Job 4:13
9. Endangered Species 13:19 (Coleman, Metheny)
10. Video Games 5:21
11. Kathelin Gray 4:15 (Coleman, Metheny)
12. Trigonometry 5:09 (Coleman, Metheny)
13. Song X Duo 3:08 (Coleman, Metheny)
14. Long Time No See 7:36

Die Tracks 1–6 waren bisher unveröffentlicht und wurden ebenfalls im Dezember 1985 eingespielt.

## Die Musik

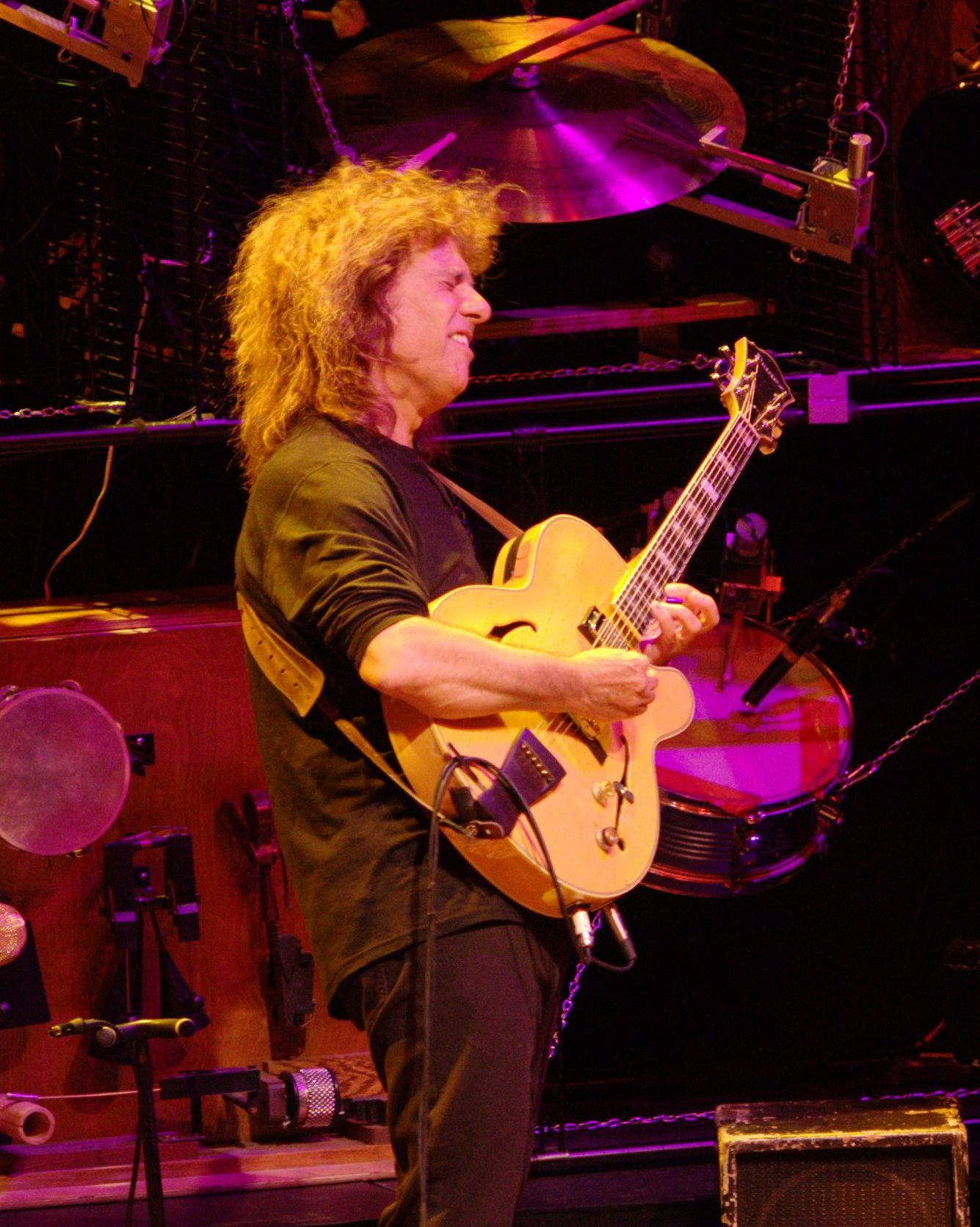
Pat Metheny (2010)

Metheny verwendete in allen Stücken synthetische Gitarrensounds – meist hatte er einen Roland GR 303 an das Synclavier angeschlossen – und simulierte dabei teilweise den Klang eines Saxophons so sehr, dass es stellenweise in der ursprünglichen Abmischung nicht möglich war, ihn und Coleman an allen Stellen zu unterscheiden.
Das Titelstück des Albums, Song X spielte Coleman bereits seit 1977. Die Kollektivimprovisation mit einer die ganze Zeit „hyperaktiven Gitarre“, die teilweise wie das Echo der Saxophonstimme anmutet, klingt „aufgebracht“ und ist eine „kochende Angelegenheit“.
Mob Job wurde laid back mit Swing-Feeling dargeboten und bildete mit seinen Lyrizismen einen gelungenen Gegensatz zum Titelstück. Das Geigenspiel von Coleman mit seiner „knochigen Logik“ wirkt hier nicht aufgesetzt.
Endangered Species mit seinem ekstatisch-schreienden Thema bot wiederum Raum für eine wilde und ausgedehnte Kollektivimprovisation, bei der das Alto im Hintergrund hinter der grellen Gitarre lag. Metheny verwandelte seine Gitarre mittels angekoppelter Synthesizer und Stereoverstärkung in ein vielstimmiges Orchester, „dessen Turbulenzen mitunter sogar Colemans scharf geschnittene Linien zu verschlucken drohen. Und unter der Dichte des melodischen Geschehens brodelt ein doppeltes Schlagzeuggewitter, das seinerseits Charlie Hadens Basslinien in den Hintergrund drängt.“ Die beteiligten Musiker waren sich sofort einig, dass die aufgenommene Interpretation des Stücks nicht zu überbieten war. „Wir spürten es, als wir im Studio waren. Jeder schrie los, als es vorbei war.“ Noch Jahre später war Metheny „100% stolz“ auf diese Einspielung.
Video Games dient als Showcase für Metheny: Nachdem das einfache achttaktige Thema zweimal mit Saxophon vorgestellt wurde, übernimmt der Gitarrist und spielt ein immer komplexer werdendes Solo. Kathelin Gray ist eine „schlichte Ballade“, bei der Gitarre und Saxophon über weite Strecken unisono spielen. Trigonometry ist eine muntere Bebop-Linie, die von Coleman sehr elegant aufgenommen wird, wobei er jedoch irgendwie nicht lyrisch spielt; zudem lässt sich hier Methenys „gestutzte Melodizität“ bewundern. Dann folgt eine zweite Version des Titelstücks, Song X Duo, ein unbegleitetes Duo von Metheny und Coleman. Das rockige Long Time No See, das Coleman bereits 1968 mit Yoko Ono eingespielt hatte, birgt allerlei Überraschungen: Metheny lässt etwa am Ende seines lyrischen Solos die alte Weise Santa Lucia anklingen; Ornette Coleman lässt eine Serie scheinbar unverbundener melodischer Episoden erklingen, denen Denardo Coleman mit einem Einwurf aus It Don’t Mean a Thing ein Ende bereitet.

## Wirkung

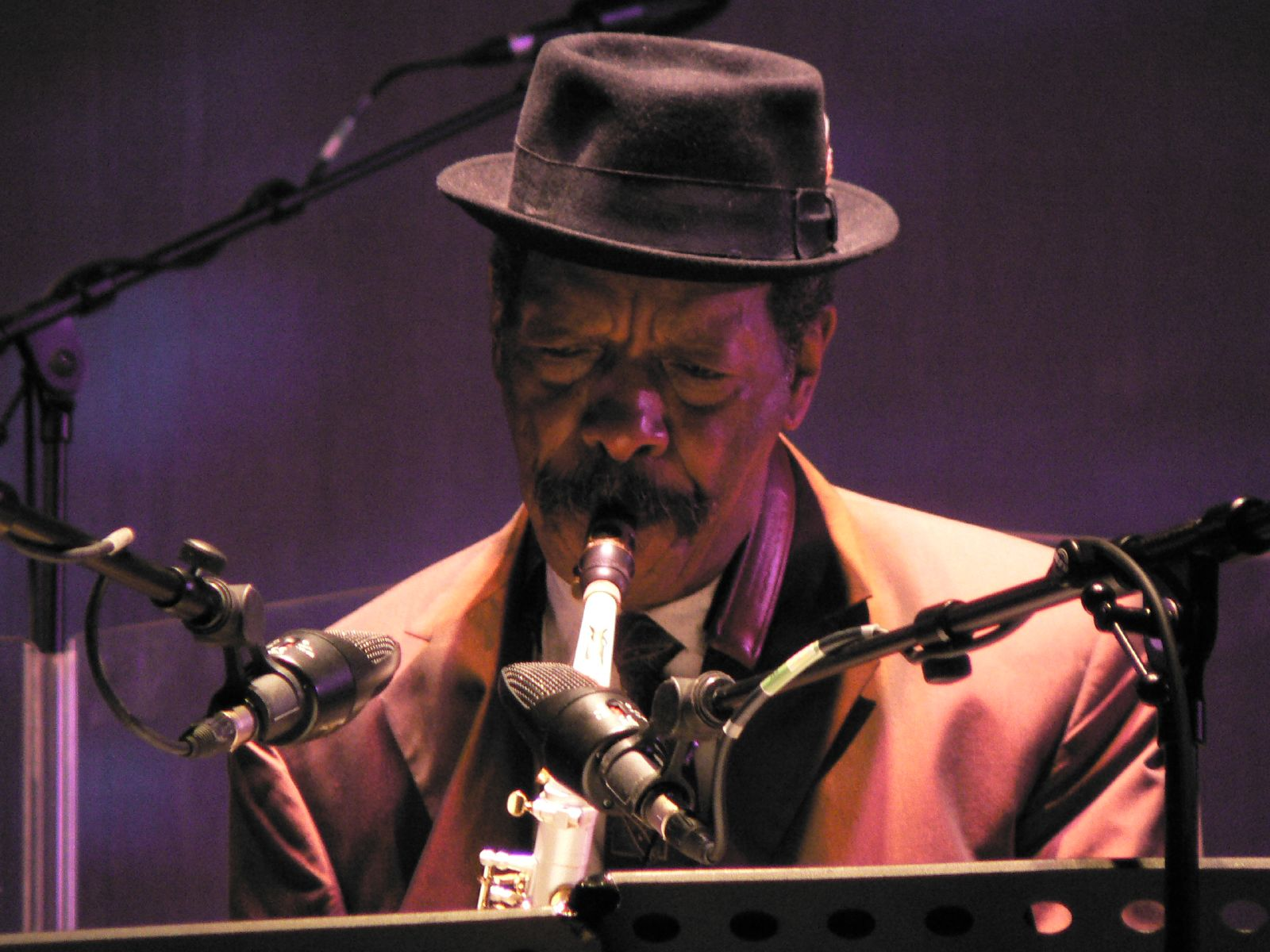
Ornette Coleman (2005)

In der Silvesternacht 1985/86 traten die Musiker (ohne DeJohnette) in Fort Worth im Caravan of Dream auf und präsentierten die gemeinsame Musik. Im Frühjahr 1986 ging das Quintett dann in den Vereinigten Staaten auf Tournee und stellte das gerade veröffentlichte Album vor. „Die Song X-Tournee in Amerika war eine der spannendsten Tourneen, die ich je mitgemacht habe. Das Publikum… ahnte nicht, dass die Musik derart ›far out‹ sein würde. Die Leute sind einfach hingegangen. Und die Tour hatte die volle Unterstützung dieser riesigen Plattenfirma.“
Die Platte verkaufte sich, gemessen an Stückzahlen, gut, mehr als 200.000 Kopien alleine im ersten Jahr, was für ein Avantgarde-Album „ganz erstaunlich“ ist. Im Leserpoll des Down Beat wurde Song X zum Album des Jahres gewählt. Doch die Kritik war gespalten: Die unwahrscheinliche Kombination der Musiker erzeugte erhebliches „Kopfkratzen“.
Während es für die einen „eines der Ereignisse der 1980er Jahre“ war (so The Illustrated Encyclopedia of Jazz), hielten andere das Album für „praktisch unspielbar“ (so The Times). Für den Coleman-Biographen Peter Niklas Wilson hingegen war das Album „eine lebendige, dynamische, inspirierte Produktion (wobei auch der Studio-live-Charakter der Aufnahme eine Rolle gespielt haben dürfte)“, die „Metheny-Verächtern“ zu denken gäbe.
Brian Olewnick bewertete Song X für Allmusic mit dreieinhalb (von fünf) Sternen.; Thom Jurek gab hingegen dem zum zwanzigjährigen Jubiläum erweiterten Album vier Sterne. Auch John Fordham gibt für The Guardian vier von fünf Sternen; er betont, dass es auf der neuen Abmischung nicht mehr so klänge, als ob dies ein Coleman-Album mit dem Gast Metheny sei, sondern der Gitarrist in seinen Feinheiten wesentlich deutlicher zu hören sei. Bei den JazzAwards 2006 der Jazz Journalists Association wurde die Neu-Edition von Song X als Jazz Reissue of the Year (Single CD) ausgezeichnet.